# Lazar Krstić
Pour les articles homonymes, voir Krstić.
Lazar Krstić (en serbe cyrillique : Лазар Крстић ; né en 1984 à Niš) est un économiste serbe. À partir du 2 septembre 2013, il est ministre des Finances dans le gouvernement d'Ivica Dačić ; le 27 avril 2014, il est réélu à cette fonction dans le gouvernement d'Aleksandar Vučić.

## Études et carrière professionnelle
Lazar Krstić effectue ses études élémentaires et secondaires dans sa ville natale de Niš. En 2001, il participe au « Serbian Youth Leadership Program », financé par le gouvernement américain ; il part ainsi aux États-Unis, séjourne dans l'Ohio pour se familiariser avec le système éducatif américain puis à Washington. À partir de 2003, il suit les cours de l'université Yale d'où il sort diplômé en 2007 avec la mention « magna cum laude » en mathématiques, en éthique, en économie et en politique ; parallèlement, il est devenu membre du club estudiantin Phi Beta Kappa. Pendant ses études, il remporte des récompenses en mathématiques et pour ses recherches sur la transition économique en Europe centrale et en Europe de l'Est,.
De 2008 à 2013, Lazar Krstić travaille pour la société McKinsey & Company, où il est d'abord consultant puis partenaire junior,,.

## Ministre
À la suite d'une crise politique, le président du gouvernement serbe, Ivica Dačić, exclut le parti Régions unies de Serbie (URS) de la coalition gouvernementale et, notamment, son représentant le plus éminent, président de ce parti et ministre des Finances et de l'Économie, Mlađan Dinkić. Lazar Krstić est pressenti pour le remplacer dans la gestion des Finances,,,. Avant son élection au gouvernement, dans une entrevue accordée au magazine NIN, il affirme que la Serbie a le choix entre « se serrer la ceinture ou la ruine ». Le 2 septembre 2013, Lazar Krstić est officiellement élu ministre des Finances.
Après les élections législatives serbes anticipées du 16 mars 2014, Aleksandar Vučić, le président du Parti progressiste serbe (SNS), est chargé par le président de la République Tomislav Nikolić de constituer un nouveau gouvernement. Le 27 avril 2014, Lazar Krstić est réélu ministre des Finances par l'Assemblée nationale.
Le 12 juillet 2014, il annonce sa démission du gouvernement lors d'une conférence de presse avec le Premier ministre Aleksandar Vučić. Cette démission fait suite à la non-application des mesures d'austérité pour redresser l'économie nationale ; dont la diminution de 20 à 25 % des retraites et une diminution de 20 % des salaires dans le secteur public.

## Vie privée
Lazar Krstić parle anglais, français et allemand. À partir de 2000, il a fait partie de l'association Mensa Srbije, qui regroupe des personnes au QI particulièrement élevé,.